# Laâtamna (kommun i Berkane)
Laatamna (franska: Laatamna (CR), Laatamna (Commune Rurale), arabiska: فزوان) är en kommun i Marocko.   Den ligger i provinsen Berkane och regionen Oriental, i den nordöstra delen av landet, 400 km öster om huvudstaden Rabat. Antalet invånare är 15 493.